# Amber Lynn
Amber Lynn (ur. 3 września 1963 w Newport Beach) – amerykańska aktorka filmowa występująca w filmach pornograficznych, modelka i tancerka egzotyczna. Była jedną z pierwszych wielkich gwiazd porno w dobie filmów zarejestrowanych na kasetach wideo, pojawiła się w setkach filmów porno, w tym Dear Fanny, On Golden Blonde i Porn in the USA.

## Życiorys

### Wczesne lata
Urodziła się i wychowała w Południowej Kalifornii jako najmłodsza córka oficera United States Air Force. Miała czterech braci i starszą siostrę, która zmarła w wieku dwóch lat z nieznanej przyczyny w wyniku zapaści sercowo-naczyniowej. Jej rodzice rozwiedli się, gdy miała trzy lata. Jej ojciec założył inną rodzinę. Matka przeszła załamanie nerwowe. Lynn znalazła się w rodzinie zastępczej, gdzie została fizycznie wykorzystywana. W ciągu siedmiu lat, jej matka powróciła, ale wkrótce zginęła w wypadku samochodowym. Bracia udali się do rodziny ojca, gdzie było ośmiu chłopców. Jej ojciec zmarł „od nadużywania alkoholu”, gdy miała 11 lat.
Jako nastolatka, w lokalnym klubie Sunset Strip w Los Angeles zaangażowała się z żonatym mężczyzną, zanim jego żona dowiedziała się o tym. Później zaprzyjaźnia się z Altheą, żoną Larry'ego Flynta.

### Kariera
Pozowała do magazynów erotycznych, w tym „Penthouse”, „Chic”, „High Society”, „Hustler” i „Club”. Kiedy jej przyjaciółka z college'u Ginger Lynn Allen zaczęła grać w filmach dla dorosłych, Amber postanowiła zaryzykować i w wieku 19 lat rozpoczęła pracę w branży porno w filmie Personal Touch (1983). Zaczęła potem pracować jako tancerka egzotyczna w Kanadzie, obok również byłej aktorki porno Tracey Adams.
Pojawiła się też jako Joyce w niskobudżetowym filmie Evils of the Night (1985) z Aldo Rayem, Julie Newmar, Tiną Louise i Johnem Carradine, thrillerze Johna Frankenheimera Ostra rozgrywka (52 Pick-Up, 1986) u boku Ann-Margret, Kelly Preston, Roya Scheidera, Johna Glovera, Herschela Savage i Rona Jeremy’ego, Things (1989) jako dziennikarka, a także programie telewizyjnym The Man Show.
Jej starszy brat Buck Adams (ur. 15 listopada 1955, zm. 28 października 2008 na niewydolność serca w wieku 52 lat) w latach 1984-2008 był także aktorem i reżyserem filmów porno.
W 1992 wspierała organizację Youth AIDS Foundation of Los Angeles.
W 1997 straciła prawo jazdy za jazdę pod wpływem alkoholu. Była związana z Markiem Davisem, scenarzystą Richardem Mailerem (1983), partnerem ekranowym Jamie Gillisem (1984), Ronem Jeremym (1985) i Coreyem Feldmanem (1995).

## Nagrody
| Rok  | Nagroda                                    | Kategoria                                 | Film                                                                    | Inni wykonawcy |
| ---- | ------------------------------------------ | ----------------------------------------- | ----------------------------------------------------------------------- | --- |
| 1986 | AVN Award                                  | Najlepsza scena seksu w filmie fabularnym | Dziesięć małych dzieweczek (Ten Little Maidens, 1985), reż. John Seeman | Ginger Lynn, Janey Robbins, Nina Hartley, Lisa De Leeuw, Harry Reems, Jamie Gillis, Richard Pacheco, Paul Thomas i Eric Edwards |
| 1987 | XRCO Award                                 | Najlepsza aktorka drugoplanowa            | Taboo 5 (1986), reż. Kirdy Stevens                                      | – |
| 1993 | Hot d’or                                   | Nagroda za osiągnięcia zawodowe           | –                                                                       | – |
| 1996 | XRCO Award                                 | XRCO Hall of Fame (Sala Sław)             | –                                                                       | – |
| 1997 | Legends of Erotica                         | Hall of Fame (Sala Sław)                  | –                                                                       | – |
| 2001 | AVN Award                                  | AVN Hall of Fame (Sala Sław)              | –                                                                       | – |
| 2003 | Cirque De La liberte Free Speech Coalition | Nagroda za osiągnięcia zawodowe           | –                                                                       | – |
| 2007 | Adam Film World Guild                      | Nagroda za osiągnięcia zawodowe           | –                                                                       | – |
| 2016 | Raven’s Eden Award                         | Aleja Sław (Hall of Fame)                 | –                                                                       | – |

## Filmografia
| Rok  | Tytuł                                                       | Rola                | Reżyser               |
| ---- | ----------------------------------------------------------- | ------------------- | --------------------- |
| 1985 | Evils of the Night                                          | Joyce               |                       |
| 1986 | Ostra rozgrywka (52 Pick-Up, 1986)                          | gość na przyjęciu   | John Frankenheimer    |
| 2003 | X-Rated Ambition: The Traci Lords Story (film dokumentalny) | w roli samej siebie | Simon Kerslake        |
| 2012 | After Porn Ends (film dokumentalny)                         | w roli samej siebie | Bryce Wagoner         |
| 2014 | Back Issues: The Hustler Magazine Story (film dokumentalny) | w roli samej siebie | Michael Lee Nirenberg |